# وربا، یاگودینا
وربا (صربی: Vrba}} یک منطقهٔ مسکونی در صربستان است که در Pomoravlje District واقع شده‌است.
 وربا  ۲۶۴ نفر جمعیت دارد.